# Neustädtel (Panschwitz-Kuckau)

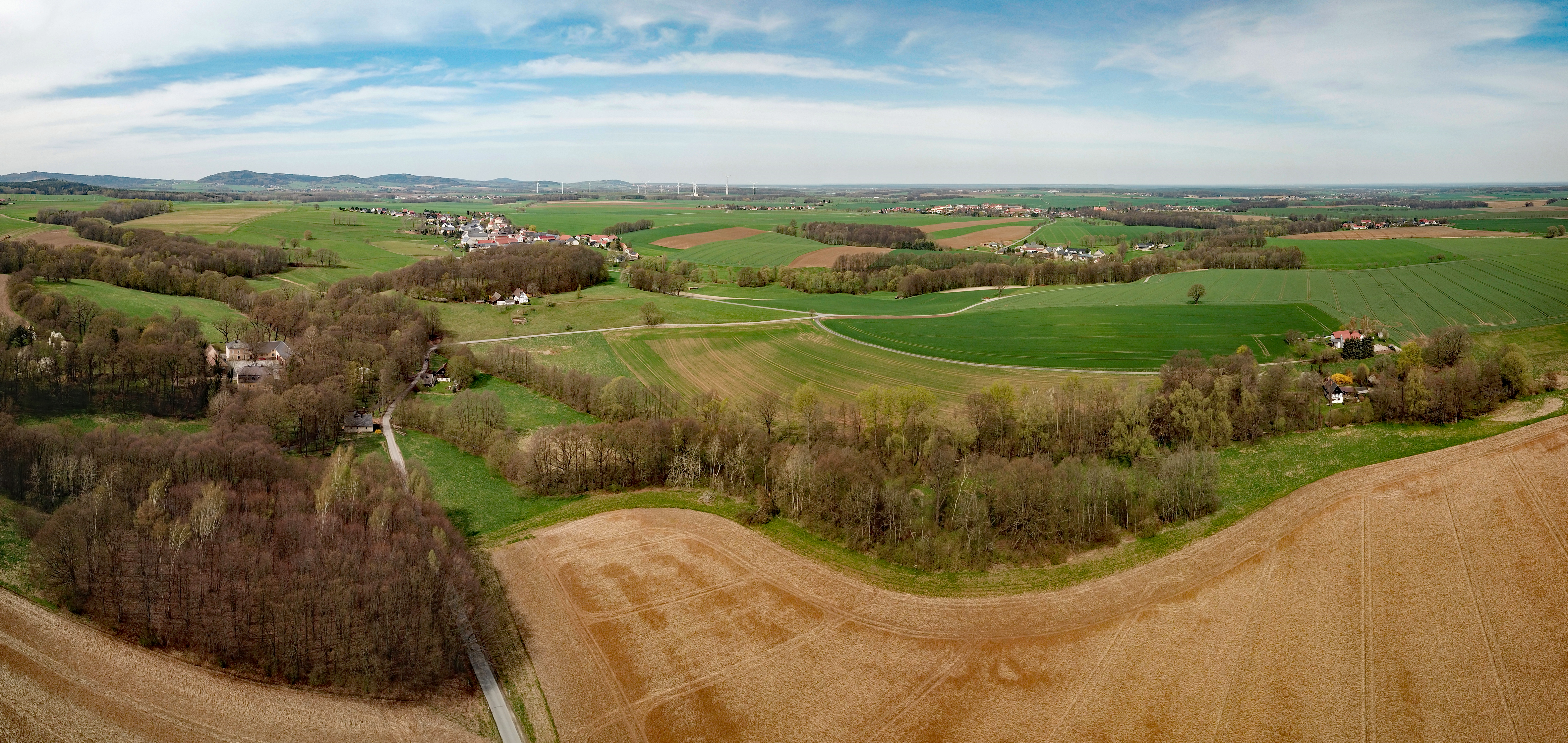
Luftbild mit Umgebung (Neustädtel liegt links im Vordergrund)

Neustädtel, obersorbisch Nowe Městačko, ist eine Siedlung im Zentrum des Landkreises Bautzen in der Oberlausitz und gehört seit 1994 zur Gemeinde Panschwitz-Kuckau. Neustädtel befindet sich im sorbischen Kernsiedlungsgebiet südöstlich von Ostro hinter der Ostroer Schanze im Tal des Klosterwassers.
Die Nachbarorte sind Jiedlitz im Südosten, Bocka im Süden und Ostro im Nordwesten.

## Geschichte
Der Gutsweiler wurde erstmals 1508 als Newstetil erwähnt. Die Grundherrschaft lag beim örtlichen Rittergut, das sich ab 1923 im Besitz der Familie v. Breitenbuch befand. Das aufgrund seiner geringen Größe nie enteignete Gut wird heute ebenso von der Familie bewirtschaftet wie das 2002 hinzuerworbene Rittergut Bocka in unmittelbarer Nachbarschaft auf dem Gebiet der Gemeinde Burkau.
Bis zum 1. Juli 1950 war Neustädtel eine eigenständige Landgemeinde, dann wurde es zunächst nach Ostro eingemeindet und schließlich am 1. Januar 1994 in die Großgemeinde Panschwitz-Kuckau umgegliedert.

## Bevölkerung
Gemäß der Statistik von Arnošt Muka waren 1884 von insgesamt 40 Einwohnern 32 Sorben (80 %). Ernst Tschernik ermittelte 1956 in der Gemeinde Ostro einen sorbischsprachigen Bevölkerungsanteil von 85,2 %.
Die überwiegend evangelische Bevölkerung ist nach Uhyst am Taucher gepfarrt.